# Chimmad, Jamkhandi
Chimmad là một làng thuộc tehsil Jamkhandi, huyện Bagalkot, bang Karnataka, Ấn Độ.